# Nikephoros Bryennios Trẻ
Nikephoros Bryennios Trẻ (Hy Lạp: Νικηφόρος Βρυέννιος, Nikēphoros Bryennios; 1062–1137) là một tướng lĩnh, chính khách và sử gia Đông La Mã. Sinh trưởng tại Orestias (Orestiada, Adrianople) ở thema vùng Makedonia.

## Thân thế
Thân phụ ông (hay có khả năng là ông nội), có cùng tên gọi, nguyên là thống đốc quân khu (thema) xứ Dyrrhachium, đã dấy binh chống lại vị hoàng đế yếu đuối Mikhael VII, nhưng đã bị vị hoàng đế tương lai là Alexios I Komnenos đánh bại và chọc mù mắt. Người con lại nổi tiếng vì học thức uyên bác, phẩm hạnh đúng đắn và vẻ ngoài quyến rũ, đã nhận được ân sủng của Alexios I và đính hôn với công chúa Anna Komnene, còn được ban tước hiệu  Caesar và panhypersebastos (một trong những chức vụ cao quý mới do Alexios thêm vào).
Bryennios đã bảo vệ thành công dãy tường thành Constantinopolis chống lại các cuộc tấn công của Godfrey thành Bouillon trong Cuộc thập tự chinh thứ nhất (1097); tiến hành các cuộc đàm phán hòa bình giữa Alexios và Vương công Bohemond I thành Antiochia (Hòa ước Devol, 1108); và đóng vai trò quan trọng trong việc đánh bại Melikshah, Hồi vương xứ Rûm, tại trận Philomelion (1117).
Sau cái chết của Alexios, ông từ chối tham gia vào mưu đồ đảo chính của mẹ vợ Eirene Doukaina và vợ là Anna nhằm phế truất Ioannes II Komnenos, con trai của Alexios và đưa ông lên ngôi hoàng đế. Công chúa Anna đổ cho sự từ chối của ông là hèn nhát, nhưng dường như từ một số đoạn văn trong tác phẩm của mình rằng ông thực sự coi đó là một tội ác khi nổi dậy chống lại người thừa kế hợp pháp; điều hổ thẹn duy nhất mà Nikephoros canh cánh trong lòng chính là việc ông đã không sớm dứt bỏ âm mưu này ngay từ ban đầu. Nikephoros Bryennios có những mối quan hệ rất thân thiện với vị hoàng đế mới là Ioannes II, mà ông từng có dịp tháp tùng trong lần viễn chinh Syria (1137), nhưng buộc phải trở lại Constantinopolis do mắc bệnh nặng và qua đời cùng năm đó.

## Gia quyến
Nikephoros Bryennios có với công chúa Anna Komnene mấy người con bao gồm:
1. Alexios Bryennios Komnenos, megas doux, khoảng 1102–khoảng 1161/1167
2. John Doukas, khoảng 1103–sau 1173
3. Eirene Doukaina, khoảng 1105–?
4. Maria Bryennaina Komnene, khoảng 1107–?

## Tác phẩm
Theo gợi ý của mẹ vợ, ông đã viết một cuốn lịch sử ("Sử liệu", tiếng Hy Lạp: Ὕλη Ἱστορίας or Ὕλη Ἱστοριῶν) kể về các sự kiện trong giai đoạn từ năm 1057 đến 1081, bắt đầu từ chiến thắng oanh liệt của Isaakios I Komnenos trước Mikhael VI cho đến khi Nikephoros III Botaneiates bị Alexios I truất ngôi. Tác phẩm này được mô tả như là một cuốn biên niên gia tộc chứ không phải là một cuốn sử đúng nghĩa, mục tiêu của nó là nhằm tôn vinh nhà Komnenos. Một phần của lời đề tựa có lẽ là sự bổ sung sau này.
Ngoài các thông tin thu được từ những người cùng thời (cha và bố chồng), Bryennios còn sử dụng các tác phẩm của Mikhael Psellos, Ioannes Skylitzes và Michail Attaleiatis. Đúng như dự đoán, quan điểm của Nikephoros Bryennios chịu ảnh hưởng bởi những ý kiến cá nhân và sự thân mật của ông với hoàng tộc, tuy nhiên, đồng thời cũng tạo điều kiện dễ dàng hiếm có để ông thu thập tài liệu cho công trình của mình. Hình mẫu của ông chính là sử gia Hy Lạp cổ Xenophon, người mà ông đã bắt chước bằng một thước đo thành công vừa phải; bản thân ông đã phải tránh việc sử dụng quá nhiều lối nói so sánh và phép ẩn dụ trong từng câu chữ, và văn phong của ông trông ngắn gọn và đơn giản.
Nikephoros Bryennios mất vào năm 1137 trước khi hoàn chỉnh tác phẩm. Vợ là Anna, ở tuổi 55, đã tự mình hoàn thành tác phẩm và đặt cho nhan đề Alexiad, ngày nay là nguồn sử liệu chính có liên quan đến lịch sử chính trị của Đông La Mã từ cuối thế kỷ 11 cho đến đầu thế kỷ 12.

## Ấn bản
- Editio princeps được Petrus Possinus xuất bản vào năm 1661.
- Migne, Patrologia Graeca, cxxvii.
- A. Meineke (kèm theo lời bình của du Cange), Corpus Scriptorum Historiae Byzantinae, Bonn, 1836. (available online)
- P. Gautier (với bản dịch tiếng Pháp), Corpus Fontium Historiae Byzantinae 9, Brussels, 1975.